# Lâu đài Bezděz

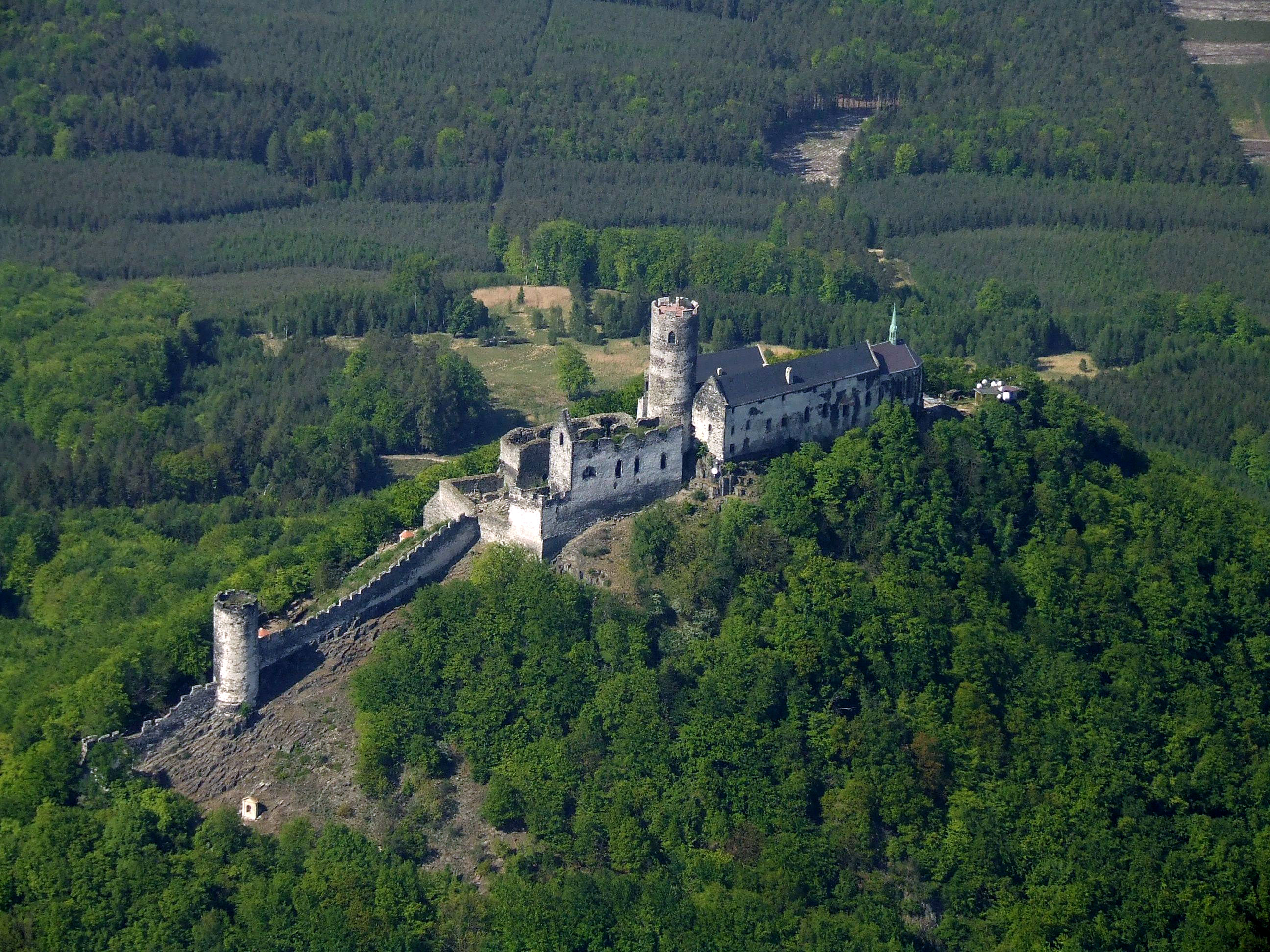
Lâu đài Bezděz (2007)

Lâu đài Bezděz (tiếng Séc: Hrad Bezděz) là một lâu đài lịch sử có từ thế kỷ 13 (hiện nay còn lại tàn tích), tọa lạc ở trên đồi Bezděz (cao 606 mét so với mực nước biển), huyện Česká Lípa, vùng Liberec, Cộng hòa Séc. Hiện nay, công trình kiến trúc này thuộc quyền quản lý của Viện Di tích Quốc gia và được phép mở cửa để đón công chúng tham quan.

## Lịch sử
Trong giai đoạn 1264 - 1278, lâu đài Bezděz được xây dựng theo phong cách kiến trúc Gothic dưới thời cai trị của Hoàng đế Přemysl Otakar II. Sau khi Bohemia bị xâm lược vào năm 1279, lâu đài trở thành nơi giam cầm Nữ hoàng Kunhuta và con trai bà - Hoàng tử Wenceslas II (sau này trở thành vua). Trong giai đoạn thế kỷ 13 - thế kỷ 16, hoàng gia và các gia đình quý tộc tiếp quản lâu đài Bezděz.
Thế kỷ 17, nơi đây trở thành một tu viện và là nơi lưu giữ bản sao của bức tượng Đức Mẹ Đồng trinh. Lúc bấy giờ, lâu đài trở thành địa điểm quan trọng của hàng nghìn khách hành hương như một nơi suy tôn sùng kính Đức Mẹ Maria.
Năm 1785, sau lệnh giải tán của Hoàng đế Joseph II, lâu đài Bezděz bị bỏ hoang. Sau đó, các công cuộc trùng tu bảo tồn lâu đài bắt đầu vào giữa thế kỷ 19, nhưng bị gián đoạn trong Chiến tranh thế giới thứ hai. Công việc trùng tu lâu đài được hoàn thành vào năm 2018. Hiện nay, đây là một trong những địa danh thu hút du khách đến tham quan.

## Hình ảnh

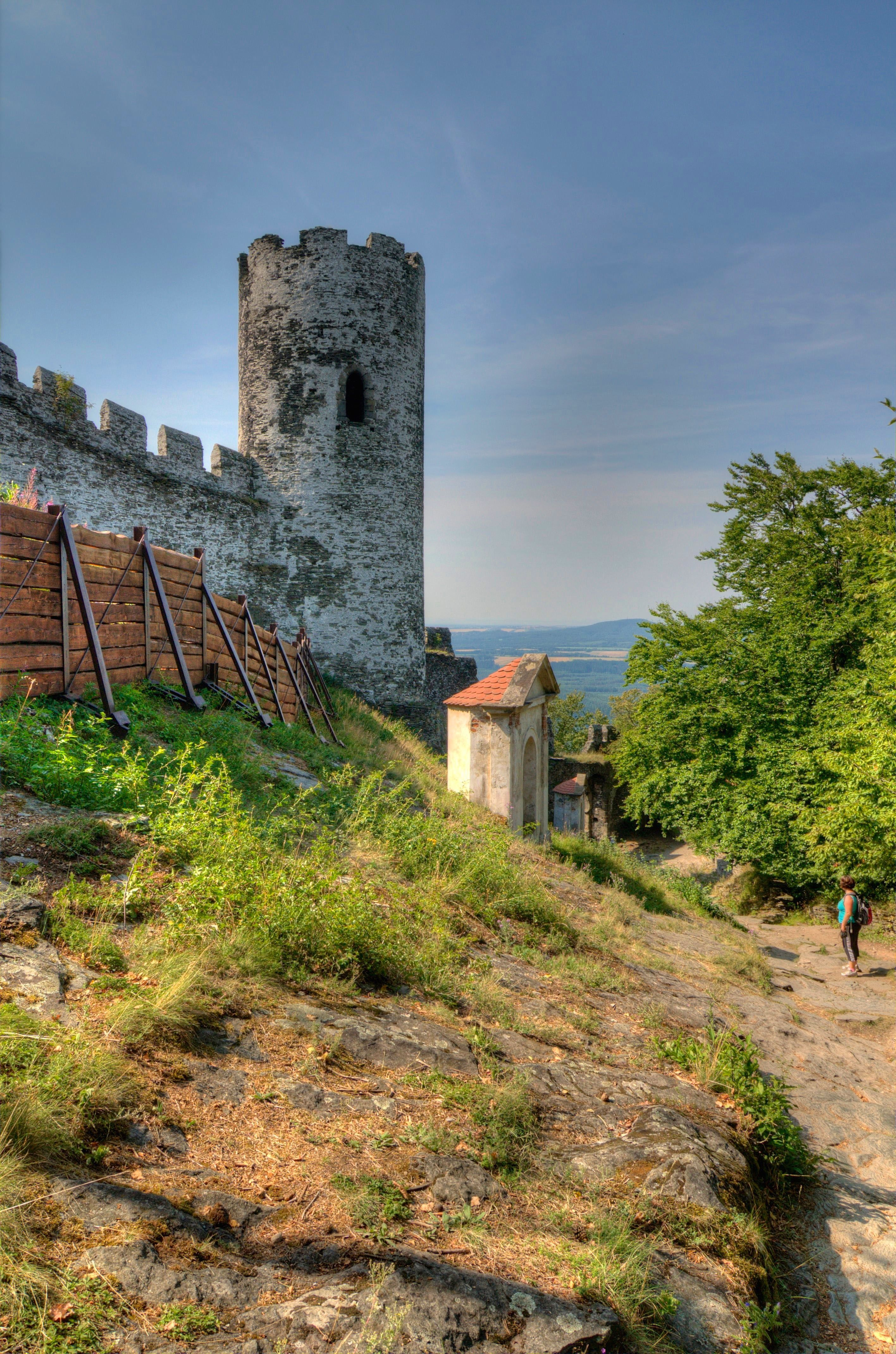
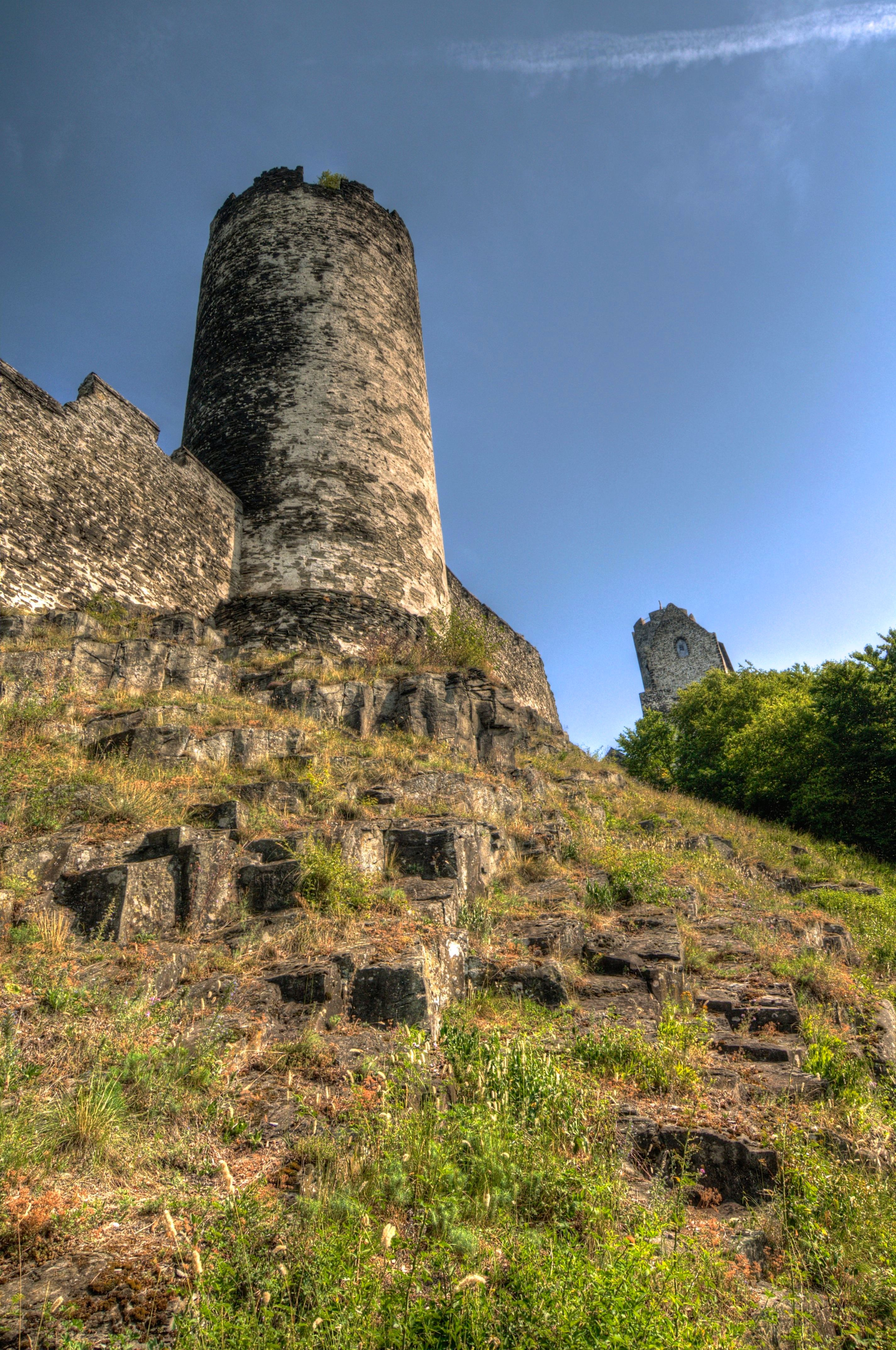
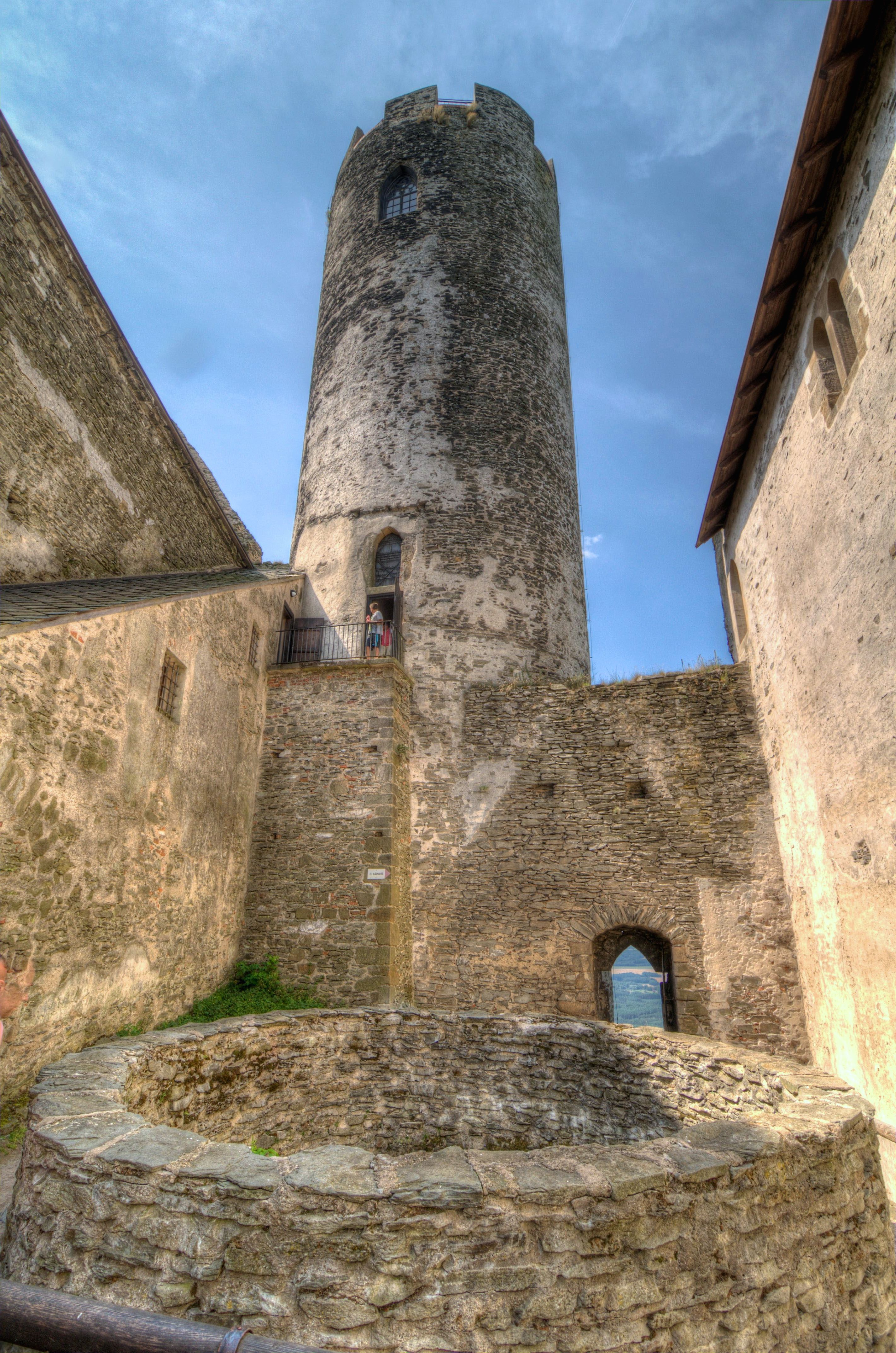
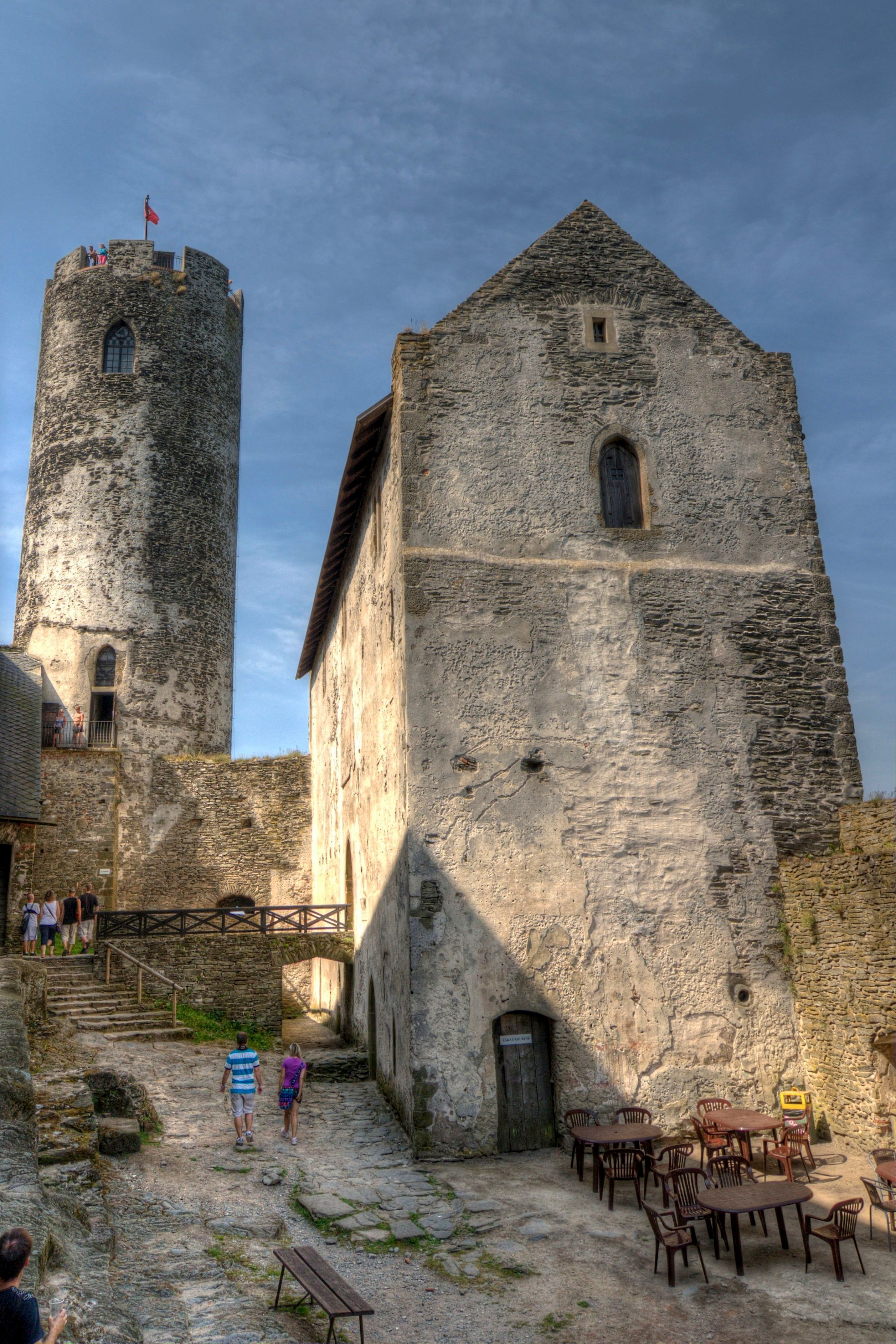
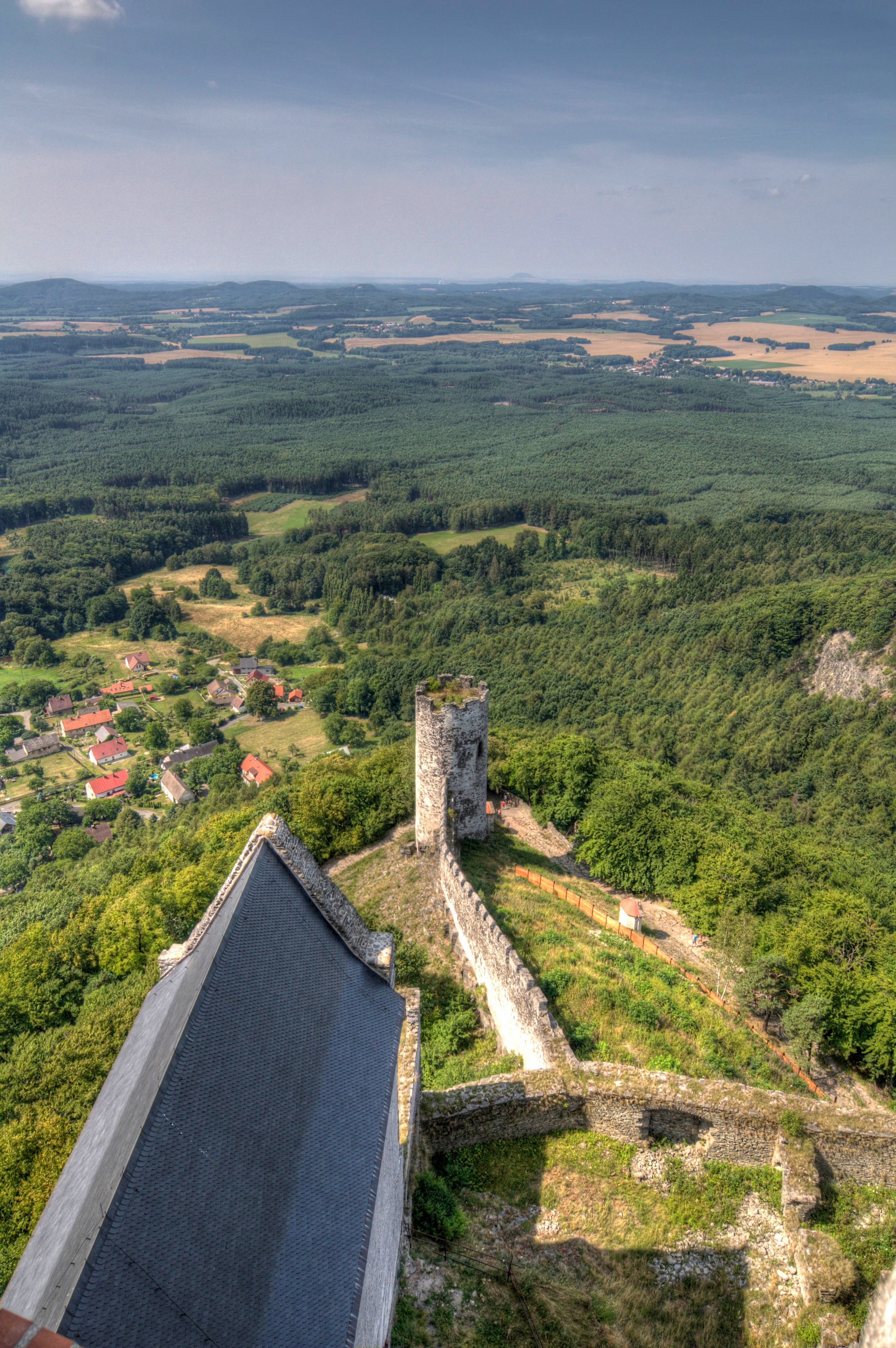
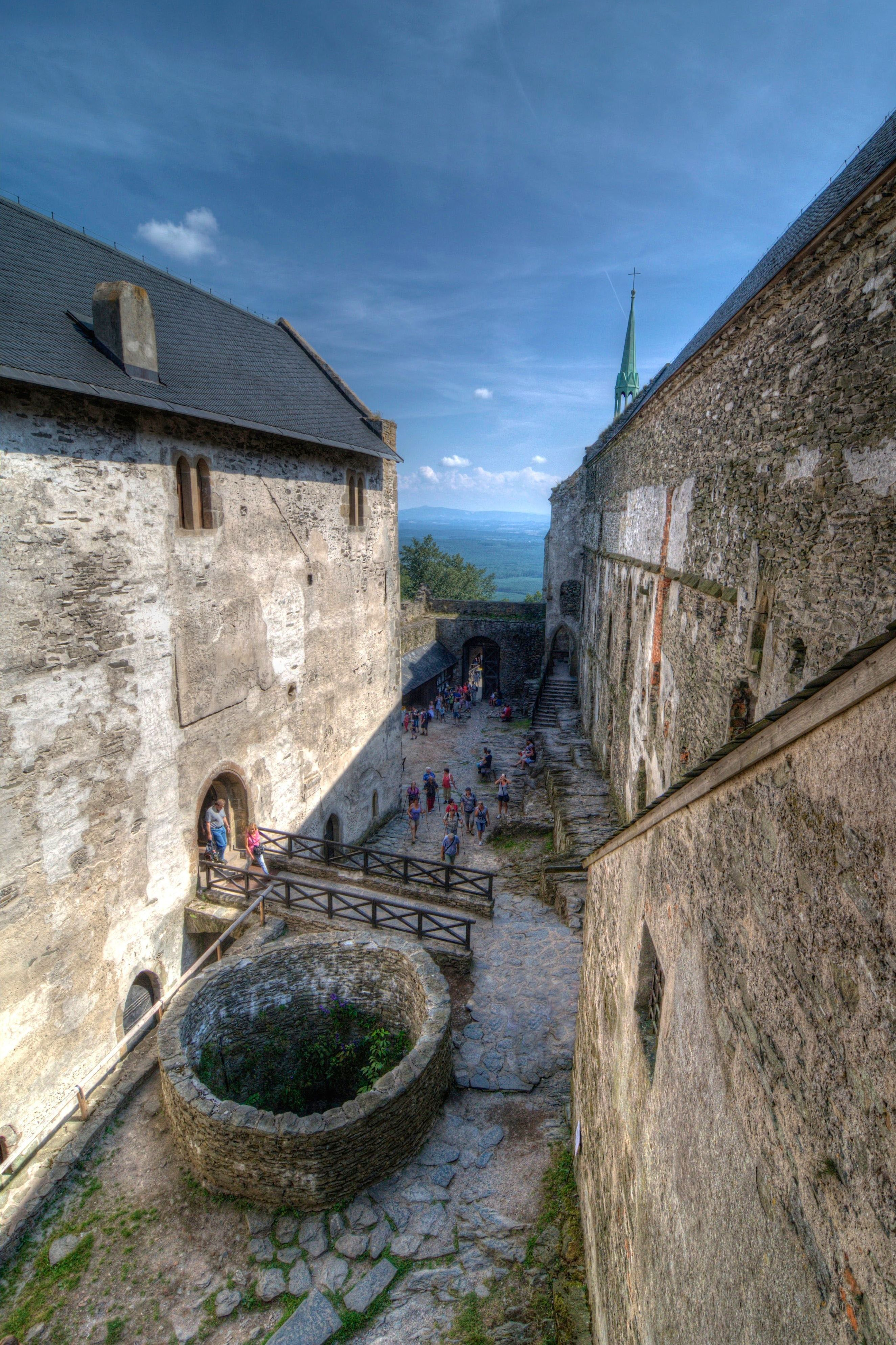